# Étang d'Aubé
L'étang d'Aubé est un étang d'origine glaciaire situé dans les Pyrénées française à 2 094 m d'altitude dans le Couserans en Ariège sur la commune d'Aulus-les-Bains.

## Géographie
Il est situé en Haut-Salat au sud-est de la station de sports d'hiver de Guzet près de la source du ruisseau du Fouillet qui rejoint le Garbet dans le village d'Aulus-les-Bains.

## Voies d'accès

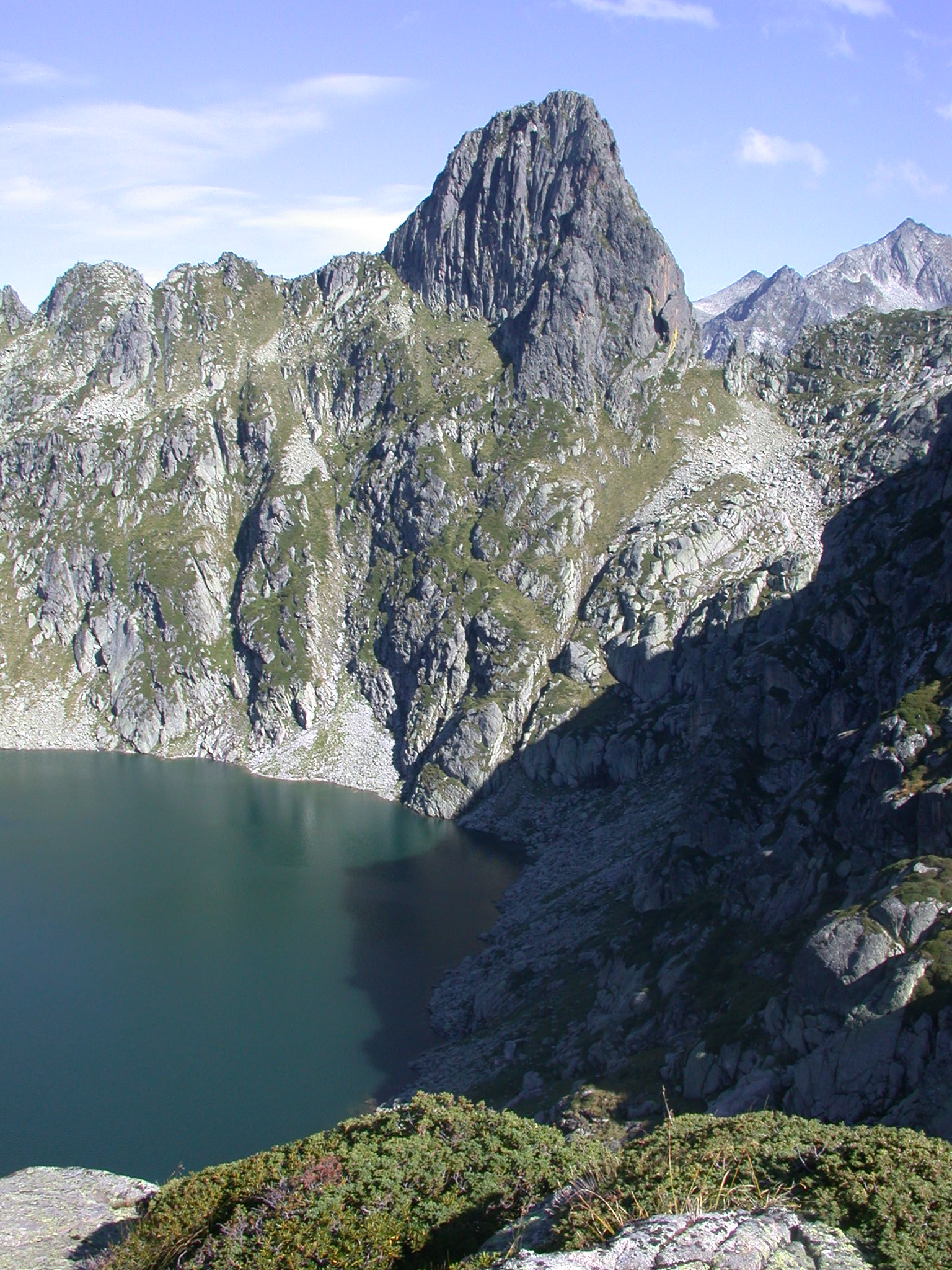
La Dent de Mède, surplombant l'étang d'Aubé, offre deux voies d'escalade.

## Escalade
D'excellente qualité, le granit de la dent de Mède offre deux voies d'escalade équipées en face sud.